# UNIX International
Unix International（UI）はオープン標準、特にUNIXオペレーティングシステムの振興を目的として1988年に設立された業界団体。主なメンバーはAT&Tとサン・マイクロシステムズであり、両社の協業に対抗すべく Open Software Foundation (OSF) が結成され、さらにそれに対抗すべく結成されたものである。UI と OSF は、1980年代末から1990年代初めのUNIX戦争における二大陣営を表している。
UIには、サン・マイクロシステムズと関係の深い富士通、通信事業でAT&Tとも関係の深い日本電気および東芝も参加した。
1993年、UI と OSF の主要メンバー企業は Common Open Software Environment (COSE) イニチアティブの結成を発表した。その後、UI と OSF は合併することとなり、1994年3月に新たな OSF に統合された。これがさらに1996年に X/Open と合併し、The Open Group が結成されたのである。